# Rudolf Jacob Camerarius
Rudolf Jacob Camerarius (även Rudolf Jacob Camerer), född 12 februari 1665 i Tübingen, död 11 september 1721, var en tysk botaniker och läkare. Han är känd som sexualsystemets upphovsman.1 Han var son till Elias Rudolf Camerarius.
Camerarius studerade vid universitetet i Tübingen, och begav sig sedan på studieresa till Holland, England och Frankrike. År 1688 blev han direktör för den botaniska trädgården i hemstaden, 1689 professor i fysik (dvs naturlära), och 1695 professor i medicin.
Camerarius gjorde undersökningar med botanisk korsbefruktning, och kunde därmed för första gången bevisa tvåköningheten hos denna organismgrupp. Detta forskningsresultat publicerade han 1694 i De sexu plantarum epistola . Växterna han experimenterade med var bland annat spenat och cannabis.2
När Carl von Linné skrev sin Systema naturae var han tydligt påverkad av Camerarius.3